# Robert Vrbnjak
Robert Vrbnjak (Rijeka, 1963.), hrvatski pisac iz Matulja pokraj Opatije.

## Književna karijera
Objavljivao u časopisima: Rival, Plima, Književna Rijeka, Vrijesak, Sovremenost, BKG...
Zastupljen u zbornicima; Dan velikih valova (2001.), Plimaši – zbornik mlade proze (1997.), Sakupljači zamki (1997., koautorstvo), i još ponekim. 
Književna je kritika autora često opisivala kao tvorca specifičnog, montipajtonovskog kolorita, koji se realizira u nadrealističkim, na trenutke čak i nihilističkim slikama. Likovi njegovih romana urbani su pojedinci koji baštine naše suvremene frustracije, strahove i nadanja, a izraz mu je pisanja često protkan duhom egzistencijalne filozofije, new age psihologije i istočnjačkih religija. 
Član je Hrvatskog društva pisaca (HDP).

## Objavio
- Triplex letačice (zbirka pripovjedaka, 1996.)
- Ženi koju je spomenula ona (zbirka pripovjedaka, 1999.)
- Dobitnik (roman,2008., pod pseudonimom Tamoya Sanshal)
- Zbog munjolova, zaborava i kemijskog sastava ljubavi (roman, 2010.)
- Pjesme kartonskog lutka (zbirka poezije, 2010.)
- Poduke iz posebne proljetne ponude (zbirka pripovjedaka, 2012.)
- Abeceda nestajanja (zbirka pripovjedaka, 2014.)

## Nagrade i priznanja
- SFERA za roman Dobitnik (2009.)

- Verši na Šterni (2007.) za čakavsku poeziju.

- Prva nagrada časopisa Avlija za najbolju neobjavljenu priču u regiji za 2012. godinu. (2013.)